# Michelle-Lee Ahye
Michelle-Lee Raquel Ahye (* 10. April 1992 in Port of Spain) ist eine Sprinterin aus Trinidad und Tobago. Ihren größten Erfolg feierte sie mit dem Gewinn der Goldmedaille über 100 Meter bei den Commonwealth Games 2018, womit sie die erste weibliche Athletin aus Trinidad und Tobago ist, die eine Goldmedaille bei den Commonwealth Games gewann.

## Sportliche Laufbahn
Erste internationale Erfahrungen sammelte Michelle-Lee Ahye bei den CARIFTA-Games 2006 in Les Abymes, bei denen sie im 100-Meter-Lauf in 12,27 s Achte wurde und mit der trinidadisch-tobagischen 4-mal-100-Meter-Staffel die Bronzemedaille gewann. Anschließend wurde sie bei den Zentralamerika- und Karibikjugendmeisterschaften (CAC) in Port of Spain mit 12,10 s Sechste. Im Jahr darauf siegte sie bei den CARIFTA-Games in Providenciales mit 11,76 s und gewann mit der Staffel in 46,35 s die Silbermedaille und belegte im 200-Meter-Lauf mit 24,71 s Platz fünf. Damit qualifizierte sie sich für die Jugendweltmeisterschaften in Ostrava, bei denen sie bis in das Halbfinale gelangte, dort aber, wie auch über 200 Meter, nicht mehr an den Start ging. Auch 2008 siegte sie mit 11,66 s bei den CARIFTA-Games in Basse-Terre, wie auch 2010 bei der Austragung in George Town. Dort siegte sie in 11,50 s über 100 Meter sowie mit 45,06 s auch mit der Staffel. Zudem schied sie über 200 Meter in der ersten Runde aus, wie auch bei den CAC-Juniorenmeisterschaften in Santo Domingo mit 11,61 s. Bei den CARIFTA-Games 2011 in Montego Bay musste sie sich mit 11,44 s Anthonique Strachan von den Bahamas geschlagen geben. Auch mit der Staffel gewann sie diesmal in 45,80 s die Silbermedaille. Anschließend siegte sie mit der Staffel in 43,47 s bei den CAC-Meisterschaften in Mayagüez und siegte in 11,25 s bei den Panamerikanischen Juniorenmeisterschaften in Miramar. Damit qualifizierte sie sich für die Weltmeisterschaften in Daegu, bei denen sie über 100 Meter das Halbfinale erreichte, in dem sie mit 11,48 s ausschied. In der 4-mal-100-Meter-Staffel wurde der vierte Platz, den sie mit der Mannschaft aus Trinidad und Tobago ursprünglich in 42,58 s belegte, nach einem positiven Dopingtest von ihrer Landsfrau Semoy Hackett aberkannt.
2012 gelangte sie bei den Olympischen Spielen in London über 100 Meter ebenfalls bis in das Halbfinale, in dem sie mit 11,32 s ausschied. In der 4-mal-100-Meter-Staffel gelangte die Mannschaft ursprünglich in das Finale und stellte im Vorlauf einen neuen Landesrekord auf, dieser wurde aber später erneut wegen des obengenannten Dopingvergehens aberkannt. 2013 gewann sie mit der Staffel in 43,67 s die Silbermedaille bei den CAC-Meisterschaften in Morelia und wurde über 200 Meter im Finale disqualifiziert. Bei den Weltmeisterschaften in Moskau schied sie über 100 Meter erneut mit 11,33 s im Halbfinale aus und konnte sich auch mit der Staffel in 43,01 s nicht für das Finale qualifizieren. 2014 wurde sie bei den Hallenweltmeisterschaften in Sopot im 60-Meter-Lauf in 7,16 s Sechste. Bei den ersten IAAF World Relays 2014 auf den Bahamas gewann sie mit der 4-mal-100-Meter-Staffel in 42,66 s die Bronzemedaille und beendete mit der 4-mal-200-Meter-Staffel den Finallauf nicht. Über 100 Meter verzichtete sie bei den Commonwealth Games in Glasgow im Halbfinale auf einen Start und wurde Zweite beim Leichtathletik-Continental-Cup in Marrakesch. Zudem siegte sie dort mit der Staffel in 42,44 s.
Bei den IAAF World Relays 2015 belegte sie mit der Staffel in 42,03 s Rang fünf und gewann anschließend bei den NACAC-Meisterschaften in San José mit 11,22 s die Bronzemedaille. Sie qualifizierte sich erneut für die Weltmeisterschaften in Peking und wurde dort mit 10,98 s im 100-Meter-Bewerb Fünfte und gewann im 4-mal-100-Meter-Staffelbewerb Silber, wobei das Quartett aus Trinidad und Tobago in der Besetzung Kelly-Ann Baptiste, Ahye, Reyare Thomas und Hackett mit 42,03 s einen nationalen Rekord aufstellte. 2016 wurde sie bei den Hallenweltmeisterschaften in Portland mit 7,11 s Vierte über 60 Meter. Sie nahm erneut an den Olympischen Spielen in Rio de Janeiro teil und wurde dort in 10,92 s, beziehungsweise 22,34 s jeweils Sechste über 100 und 200 Meter. Zudem erreichte sie mit der trinidadisch-tobagischen Stafette in 42,12 s Rang fünf. Bei den IAAF World Relays 2017 beendete sie ihren Vorlauf mit der 4-mal-100-Meter-Staffel nicht und schied mit der 4-mal-200-Meter-Staffel mit 1:32,62 min in der ersten Runde aus. Bei den Weltmeisterschaften in London wurde sie in 11,01 s Sechste und ging über 200 Meter nicht mehr an den Start. Mit der Staffel klassierte sie sich in 42,62 s auf Rang sechs.
Bei den Hallenweltmeisterschaften 2018 in Birmingham gelangte sie in 7,13 s erneut auf Rang sechs und siegte im April bei den Commonwealth Games im australischen Gold Coast in 11,14 s vor der Jamaikanerin Christania Williams. Bei den Panamerikanischen Spielen 2019 in Lima gewann sie in 10,27 s die Silbermedaille. Mit der Staffel verpasste sie das Podium als Vierte knapp. Kurz vor Beginn der Weltmeisterschaften in Doha wurde sie des Dopings überfphrt und ihre Medaille von den Panamerikanischen Spielen aberkannt. Nach Ablauf ihrer Sperre im Frühjahr 2021 qualifizierte sie sich über 100 Meter für die Olympischen Spiele in Tokio und erreichte dort das Halbfinale, in dem sie mit Saisonbestleistung von 11,00 s ausschied und mit der Staffel verpasste sie in 43,62 s den Finaleinzug. Im Jahr darauf startete sie über 60 Meter bei den Hallenweltmeisterschaften in Belgrad und belegte dort in 7,11 s den siebten Platz. Anfang Mai siegte sie in 10,94 s über 100 Meter beim The Orange County Classic und im Juni siegte sie in 11,17 s beim Memoriał Ireny Szewińskiej sowie in 11,12 s beim P-T-S Meeting. Anschließend erreichte sie bei den Weltmeisterschaften in Eugene das Halbfinale und schied dort mit 11,24 s aus. Anschließend belegte sie bei den NACAC-Meisterschaften in Freeport mit 11,23 s den fünften Platz über 100 Meter und zuvor schied sie bei den Commonwealth Games in Birmingham mit 11,29 s im Halbfinale aus und gelangte mit der Staffel mit 43,86 s auf den sechsten Platz.
2023 erreichte sie bei den Weltmeisterschaften in Budapest das Halbfinale über 100 Meter und schied dort mit 11,18 s aus. Zudem verpasste sie mit der 4-mal-100-Meter-Staffel mit 42,85 s den Finaleinzug. Ende Oktober gewann sie bei den Panamerikanischen Spielen in Santiago de Chile in 11,53 s die Bronzemedaille über 100 Meter hinter der Kubanerin Yunisleydis García und Jasmine Abrams aus Guyana. Im Jahr darauf schied sie bei den Hallenweltmeisterschaften in Glasgow mit 7,26 s in der Vorrunde über 60 Meter aus. Bei den World Athletics Relays auf den Bahamas verpasste sie mit der 4-mal-100-Meter-Staffel eine Direktqualifikation für die Olympischen Sommerspielen in Paris. Dort ging sie über 100 Meter an den Start und schied dort mit 11,33 s in der ersten Runde aus. 2025 schied sie bei den Hallenweltmeisterschaften in Nanjing mit 7,31 s im Halbfinale über 60 Meter aus.
In den Jahren 2013 und 2014 sowie von 2016 bis 2019 und 2023 wurde Ahye Trinidadisch-tobagische Meisterin im 100-Meter-Lauf, sowie 2014, 2016 und 2017 auch über 200 Meter. 2021 wurde sie vom Trinidadischen Olympischen Komitee (TTOC) zur „Sportlerin des Jahres“ gewählt.

## Dopingvergehen
Kurz vor den Weltmeisterschaften 2019 wurde Ahye wegen Verstoßes gegen die Anti-Doping-Bestimmungen suspendiert und anschließend vom 19. April 2019 bis 18. April 2021 gesperrt und ihre Ergebnisse in diesem Zeitraum annulliert.

## Persönliche Bestzeiten
- 100 Meter: 10,82 s (+0,9 m/s), 24. Juni 2017 in Port of Spain (nationaler Rekord)
  - 50 Meter (Halle): 6,33 s, 31. Januar 2013 in Saskatoon (nationale Bestleistung)
  - 60 Meter (Halle): 7,09 s, 19. März 2016 in Portland (nationaler Rekord)
- 200 Meter: 22,25 s (+0,8 m/s), 16. August 2016 in Rio de Janeiro (nationaler Rekord)
  - 200 Meter (Halle): 23,19 s, 12. Dezember 2015 in College Station